# Lys (fumetto)
Lys è una serie a fumetti del 2007, ideata da Katja Centomo, realizzata dallo Studio Red Whale, e pubblicata in Italia dalle Edizioni Tridimensional su licenza Rainbow, in Francia da Soleil Productions.
La serie, improntata ad un messaggio ecologico, era ambientata in un prossimo futuro e vedeva protagonista Lys, quindicenne con uno speciale rapporto con la natura. Dopo otto albi, in Italia la serie venne interrotta nel novembre 2007.

## Trama
Pianeta Terra, 2050. Dopo una serie di cambiamenti climatici, quello che resta dell'umanità è più consapevole del problema ambientale, benché sia ormai troppo tardi e la maggior parte delle specie animali si siano estinte. La quindicenne Lys Deval, tra amicizie e primi amori, scopre di possedere l'abilità di trasformarsi in qualunque animale desideri, e di poter comunicare con la natura. Userà questi poteri per sconfiggere dei trafficanti di animali, e per scoprire chi sia in realtà.

## Storia editoriale
Il primo albo di Lys venne presentato il 2 febbraio 2007 presso il Bioparco di Roma, ed in seguito viene lanciato il sito web ed un blog, www.lysworld.com.
Di circa sessanta pagine, oltre alle 40 riservate alle avventure a fumetti della protagonista, sugli albi trovavano spazio anche redazionali dedicati alla sensibilizzazione sul problema ambientale. Il prodotto era rivolto ad un target femminile, dai 7 ai 14 anni. Alcuni dei nomi dei personaggi sono un riferimento agli ambienti della Valle d'Aosta.
Nell'ottobre 2007 il personaggio è stato testimonial della campagna ambientalista Envie d'Environnement promossa dalla città di Aosta, per il quale è stato realizzato un albo speciale dal titolo Trekking nel tempo. L'iniziativa ha avuto un seguito nel 2009, con un secondo speciale dal titolo L'aria, il tesoro che respiriamo.
Dopo l'ottavo albo, nel settembre 2007, Francesco Artibani confermò l'interruzione della serie, sebbene la sua pubblicazione venisse pianificata per altri mercati europei.
Red Whale nel 2010 sta comunque ultimando tutti e 12 gli episodi previsti dal primo ciclo della saga, per i paesi in cui il fumetto continua a essere pubblicato.

## Albi

### Italia
In Italia gli albi sono stati pubblicati mensilmente a partire tra febbraio e settembre 2007.
1. Full Moon - febbraio 2007 - Katja Centomo (testi), Antonello Dalena, Santa Zangari e Donald Soffritti (disegni)
2. La Mercante dell'ambra - marzo 2007 - Katja Centomo (soggetto), Francesco Artibani (testi), Federico Nardo e Antonello Dalena (disegni), Paolo Maddaleni e Giulia Basile (colori)
3. Mai gridare "al lupo"! - aprile 2007 - Katja Centomo (soggetto), Bruno Enna (testi), Antonello Dalena (disegni), Paolo Ferrante (chine), Davide Amici e Giulia Basile (colori)
4. Il riscatto del cacciatore - maggio 2007
5. La luna del leone - giugno 2007 - Giovanni di Gregorio (testi)
6. L'ultima Zoomon luglio 2007
7. Intrusi - agosto 2007 - Katja Centomo (soggetto), Fabrizio Lo Bianco (testi), Antonello Dalena (disegni), Raffaella Seccia (chine), Giovanna Niro (colori)
8. Segreti sotto la luna - settembre 2007

Albi speciali:
1. Trekking nel tempo, Katja Centomo (soggetto), Fabrizio Lo Bianco (testi), Flavia Ceccarelli (disegni e colori)
2. L'aria, il tesoro che respiriamo, Fabrizio Lo Bianco (soggetto e sceneggiatura), Flavia Ceccarelli (disegni e colori), Katja Centomo (supervisione), Antonello Dalena (disegno della copertina), Paolo Maddaleni (colori della copertina).
3. Lys presenta: Tutti i mondi del mondo. Un'avventura nel tempo e nello spazio in difesa della biodiversità - Comune di La Salle - 2007 - 16 pgg. Allegato al n. 7 della serie.[8]

### Francia
In Francia gli albi sono stati pubblicati da Soleil Productions tra il 2006 e il 2008
1. Lys, Tome 1: Pleine Lune - ottobre 2006, ISBN 978-2-84946-608-7
2. Lys, Tome 2: La marchande d'ambre - marzo 2007, ISBN 978-2-84946-774-9
3. Lys, Tome 3: Dans la gueule du loup - settembre 2007, ISBN 978-2-84946-945-3
4. Lys, Tome 4: Le chasseur se rachète - febbraio 2008, ISBN 978-2-302-00073-5

### Spagna
In Spagna gli albi sono stati pubblicati nel 2009 sotto l'etichetta Montena (Random House Mondadori).
1. Luna lliena - ottobre 2009, ISBN 978-84-8441-496-4
2. La traficante de ámbar - ottobre 2009, ISBN 978-84-8441-497-1
3. No te enfrentes al lobo - aprile 2010, ISBN 978-84-8441-585-5
4. El rescate del cazador - aprile 2010, ISBN 978-84-8441-586-2